# Yalınkaya
Yalınkaya ist ein Dorf (Köy) im Landkreis Pertek der türkischen Provinz Tunceli. Im Jahr 2011 lebten in Yalınkaya 106 Menschen.